# 科爾季什夫卡 (文尼察區)
49°5′30″N 28°45′16″E / 49.09167°N 28.75444°E
科爾季什夫卡（烏克蘭語：Кордишівка），是烏克蘭的村落，位於該國西南部文尼察州，由文尼察區負責管轄，始建於1600年，面積1.08平方公里，海拔高度295米，2001年人口363，人口密度每平方公里336.11人。